# 挽甲必县
挽甲必县（皇家轉寫：Bang Kapi，發音：[bāːŋ kāpìʔ]），或译邦甲比县，是泰国曼谷的50个區之一，位于东部。与它邻近的县依顺时针方向从北开始为：汶昆县、沙攀松县、巴威縣、萱鑾县、匯權县、翁通郎县和樂拋县。

## 行政
挽甲必县分为两个区：
| 1. | Khlong Chan | คลองจั่น |  |
| 2. | Hua Mak     | หัวหมาก |  |

## 设施

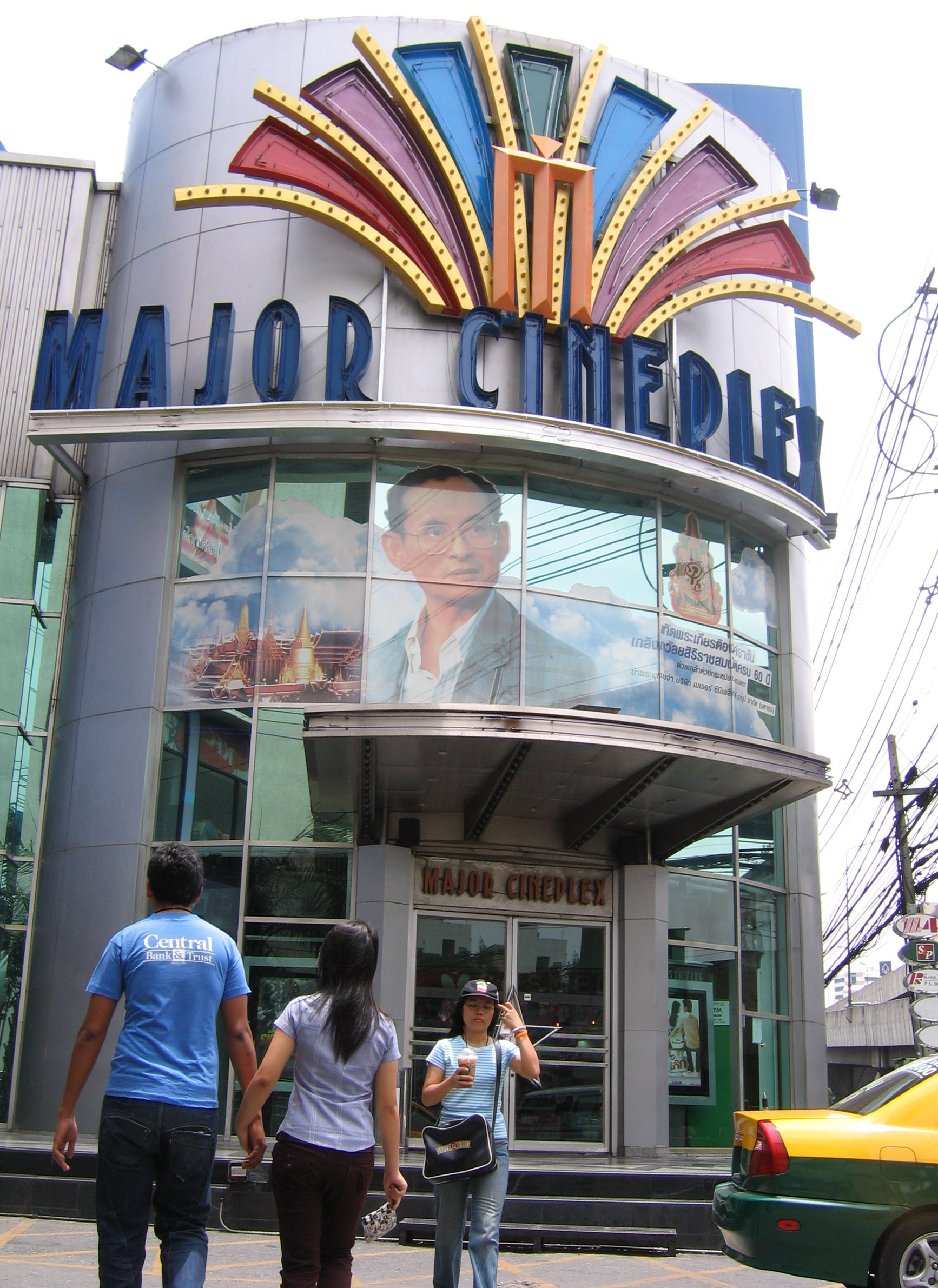
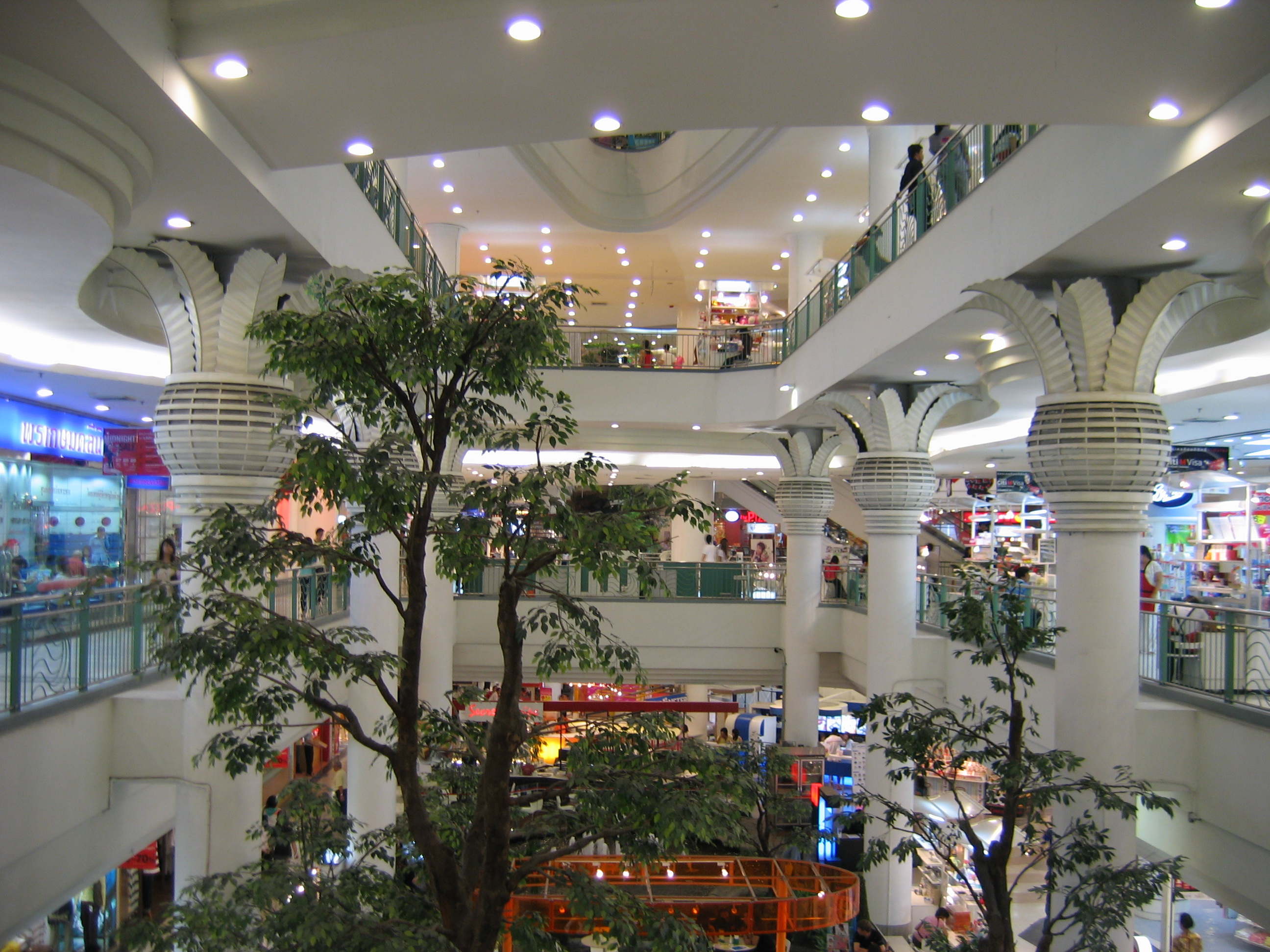
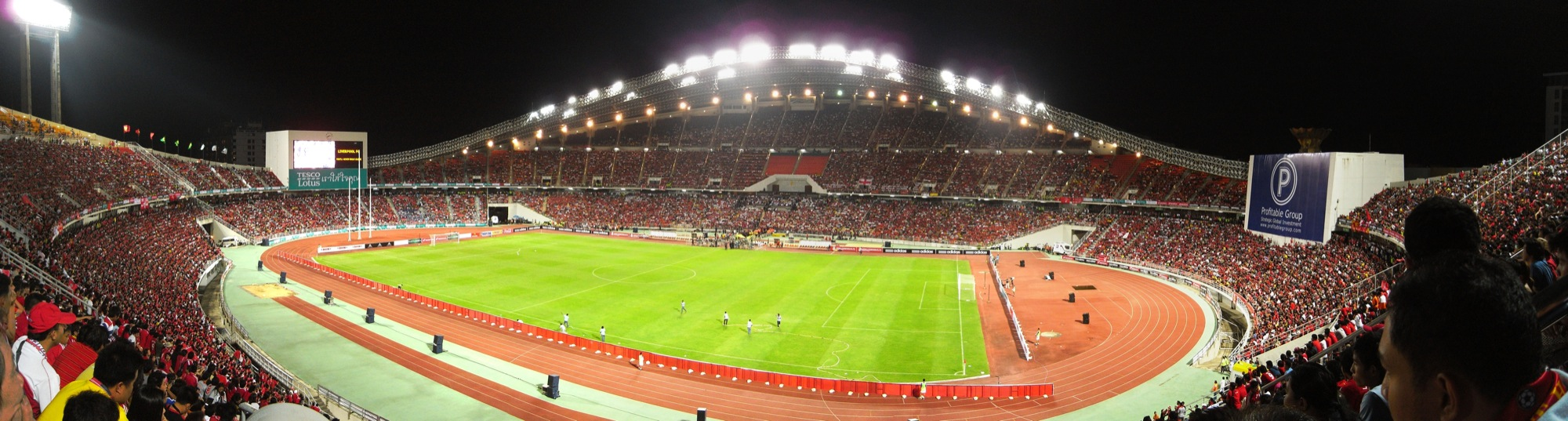
拉加曼加拉体育场

- 兰甘亨大学
- 拉加曼加拉体育场
- 体育博物馆[3]